# 100 Eskadra IAF
100 Eskadra (hebr. טייסת 100, nazywana „Latające Wielbłądy”, hebr. טייסת הגמל המעופף, Ha'Kamal Ha'Meofeef) – lekka transportowa eskadra Sił Powietrznych Izraela, bazująca w Bazie lotniczej Sede Dow w Izraelu.

## Historia

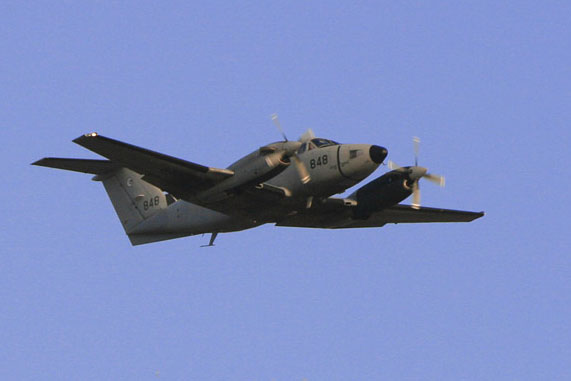
Beech 200

Eskadra została sformowana w czerwcu 1949 i składała się z 2 lekkich samolotów transportowych Piper J-4 Cub, 100 samolotów Piper PA-18 Super Cub i 1 samolotu Beechcraft Bonanza. Wszystkie samoloty były modelami produkowanymi dla potrzeb cywilnych i pełniły zadania transportowe dla rządu Izraela oraz dowództwa Sił Obronnych Izraela. Eskadra bazowała wówczas w bazie lotniczej Sede Dow.
W maju 1951 otrzymano 2 lekkie helikoptery obserwacyjne Hiller 360, a w 1953 otrzymano 41 lekkich samolotów Fokker S-11. W 1951 eskadra przeniosła się na lotnisko w Ramli, jednak gdy w 1959 zostało ono zamknięte, wrócono do Tel Awiwu.
29 października 1956 jednostka rozlokowała 11 samolotów Piper Super Cub przy Beer Szewie i kolejne 4 samoloty przy Ejlacie. Samoloty te okazały się nieocenione podczas kryzysu sueskiego, wykonując liczne misje transportowe dla sił lądowych operujących na Półwyspie Synaj.
W 1960 wprowadzono do służby bardziej nowoczesne 2 samoloty Cessna 182, w 1962 1 samolot Cessna 185, a w 1964 35 samolotów wielozadaniowych Dornier Do 27. Duża liczba samolotów wchodzących w skład 100 Eskadry powodowała, że w rzeczywistości piloci i samoloty byli rozlokowani w niewielkich grupach w całym kraju.
W 1968 wprowadzono do służby 41 lekkich samolotów Cessna 206C, a w 1971 14 samolotów Dornier Do 28. Samoloty eskadry przewożą różnorodne ładunki oraz ludzi dla Sił Obronnych Izraela.
W 1997 zmodernizowano eskadrę wprowadzając nowoczesne samoloty Beech 200.

## Wyposażenie
Na wyposażeniu 100 Eskadry znajdują się następujące samoloty:
- lekkie samoloty pasażerskie Beech 200,
- lekkie samoloty pasażerskie Cessna 206C,
- samoloty wielozadaniowe Dornier Do 27.